# رجل اسمه أوتو
رجل اسمه أوتو (بالإنجليزية: A Man Called Otto)‏ هو فيلم كوميدي دراما أمريكي قادم من إخراج مارك فورستر وبطولة توم هانكس، ماريانا تريفينو، رايتشل كيلر، مانويل غارسيا رولفو، كاميرون بريتون ومايك بيربيغليا، عرض الفيلم في الولايات المتحدة في 25 ديسمبر 2022.

## القصة
أوتو أندرسون أرمل يبلغ من العمر 63 عام، ويعيش في منزل متلاصق في ضاحية بيتسبرغ. بعد ستة أشهر من فقدان زوجته سونيا، وهي معلمة مدرسة، أصبح أوتو شخص ساخر ومزعج. بعد أن أُرغم على التقاعد من وظيفته في مصنع للصلب، ألغى اشتراكه في المرافق ويخطط للانتحار للانضمام إلى زوجته الراحلة.
أثناء استعداده لشنق نفسه، قاطعه وصول جيران جدد: ماريسول الحامل، وزوجها تومي، وابنتيهما آبي ولونا، الذين حاولوا تكوين صداقة معه. وعندما حاول الانتحار، انهار حبل المشنقة من السقف، لذا قام بزيارة قبر سونيا، وتذكر ماضيهما: عندما كان شاب، تم رفضه من الجيش بسبب اعتلال عضلة القلب الضخامي، والتقى بسونيا في قطار، حيث أعارته ربع دولار فضي تم سكه عام 1964 [الإنجليزية]، احتفظ به منذ ذلك الحين.
يساعد أوتو جارته أنيتا في إصلاح مشعات التدفئة الخاصة بها، على الرغم من ضغينة زوجها روبين، الناجي من السكتة الدماغية الذي لا يستجيب للعلاج. يحاول الانتحار مرة أخرى عن طريق التسمم بأول أكسيد الكربون في مرآبه، متذكرًا خطوبته على سونيا، لكن ماريسول تقاطعه عندما يكسر تومي ساقه بعد استعارة سلم أوتو. يقود أوتو ماريسول والأطفال على مضض إلى المستشفى، حيث يعتدي على مهرج لأنه أخذ ربع دولار خاص به أثناء خدعة سحرية.
بينما كان ينتظر على رصيف القطار محاولة انتحار أخرى، يتذكر أوتو تخرجه من كلية الهندسة، عندما طلب من سونيا الزواج منه. ينقذ رجلاً أكبر سناً سقط على القضبان ويسمح لنفسه بالانجراف إلى بر الأمان في اللحظة الأخيرة. عندما ينقذ جاره المصاب بالحساسية جيمي قطة ضالة، يتبناها أوتو على مضض. يواجه مراهقًا يُدعى مالكولم لتسليمه نشرات إعلانية غير مرغوب فيها، ويتعرف الصبي على أوتو باعتباره زوج معلمه السابق، ويحكي أن سونيا دعمته كطالب متحول جنسي.
يعنف أوتو ماريسول بسبب عدم قدرتها على القيادة، فيعطيها دروس. يزوران مخبز سونيا المفضل، حيث يشرح أوتو أن أنيتا وسونيا كانتا أفضل صديقتين، لكنهما افترقا بسبب التنافسات والتفاهات مثل الولاء لمصنعي سيارات مختلفين، وبلغ الأمر ذروته عندما حل روبن محل أوتو كرئيس لجمعية الحي. يرعى أوتو آبي ولونا بينما تقضي ماريسول وتومي ليلة معا، ويصادق مالكولم، ويساعده في إصلاح دراجته.
يتجنب أوتو مراسلة وسائل التواصل الاجتماعي شاري كينزي بعد انتشار مقطع فيديو للحادث في محطة القطار. غير راغب في تقبل وفاة سونيا، يهاجم أوتو ماريسول ووكيل شركة داي آند ميريكا، وهي شركة عقارات تحاول شراء الحي. يستعد للانتحار بالبندقية، متذكرًا حادث الحافلة في رحلة رومانسية إلى شلالات نياجارا التي تسببت في فقدان سونيا الحامل لطفلها وإصابتها بالشلل النصفي. يطرق مالكولم، الذي طرده والده، الباب، ويسمح له أوتو بالبقاء ليلًا.
يكتشف أوتو أن داي وميريكا يتآمران مع ابن روبن وأنيتا المنفصل عنهما. ويستغلان تشخيص مرض باركنسون السري لدى أنيتا لشراء منزلهما ووضع روبن في دار التمريض الخاصة بهما. ويقرر محاربتهما ويطلب مساعدة ماريسول، ويشرح أخيرًا ولادة سونيا ميتة وإعاقتها، وإحباطه بسبب عدم إمكانية الوصول إلى مشروع الإسكان التابع لشركة داي وميريكا، وكيف تم التصويت على إقالته من منصب رئيس الجمعية بعد مواجهة ساخنة مع الشركة. وعندما يصل موظفو داي وميريكا لأخذ روبن، يتعاون الجيران لمنعهم، بعد أن كشفت كينزي عن وصولهم غير القانوني إلى السجلات الطبية لأنيتا وأوتو.
ينهار أوتو وينقل إلى المستشفى، ويحدد ماريسول كأقرب أقاربه. تسعد عندما تعلم أن "قلبه كبير جدًا"، ثم تدخل في المخاض وتلد ابنًا، ماركو. يعطي أوتو لماريسول وتومي المهد الذي بناه عندما كانت سونيا حاملًا، ويعطي سيارته لمالكولم، ويقترب من جيرانه.
بعد ثلاث سنوات، بعد تساقط الثلوج، يلاحظ تومي أن أوتو لم يجرف ممشى منزله من الثلج كما يفعل عادة. يدخل هو وماريسول منزله ويجدان أن أوتو قد مات بسبب قصور في القلب. يجدان أيضًا رسالة إلى ماريسول تورث منزله ومدخراته وشاحنته الجديدة وقطته. بناء على رغباته في جنازة، يجتمع الجيران لتذكر أوتو.

## الشخصيات
- توم هانكس بدور أوتو أندرسون
  - ترومان هانكس بدور أوتو الشاب
- ماريانا تريفيجنو بدور ماريسول
- راشيل كيلر بدور سونيا
- مانويل جارسيا رولفو بدور تومي
- مايك بيربيجليا بدور وكيل العقارات داي وميريكا
- كاميرون بريتون بدور جيمي
- ماك بايدا بدور مالكولم
- خوانيتا جينينجز بدور أنيتا
- بيتر لوسون جونز بدور روبن
- كيلي لامور ويلسون بدور شاري كينزي

بالإضافة إلى ذلك، تظهر كريستيانا مونتويا وأليساندرا بيريز في دور لونا وأبي على التوالي. ويظهر جون هيغينز في دور بائع متجر.

## روابط خارجية
- الموقع الرسمي
- رجل اسمه أوتو على موقع IMDb (الإنجليزية)
- رجل اسمه أوتو على موقع ميتاكريتيك (الإنجليزية)
- رجل اسمه أوتو على موقع روتن توميتوز (الإنجليزية)
- رجل اسمه أوتو على موقع ألو سيني (الفرنسية)
- رجل اسمه أوتو على موقع أول موفي (الإنجليزية)
- رجل اسمه أوتو على موقع فيلمافينيتي (الإسبانية)
- رجل اسمه أوتو على موقع قاعدة بيانات الأفلام السويدية (السويدية)
- رجل اسمه أوتو على موقع قاعدة بيانات الفيلم (الإنجليزية)
- رجل اسمه أوتو على موقع ليتربوكسد (الإنجليزية)
- رجل اسمه أوتو على موقع كينوبويسك (الروسية)

لم يتم العثور على روابط لمواقع التواصل الاجتماعي.